# Grupo Antlia-Sextans

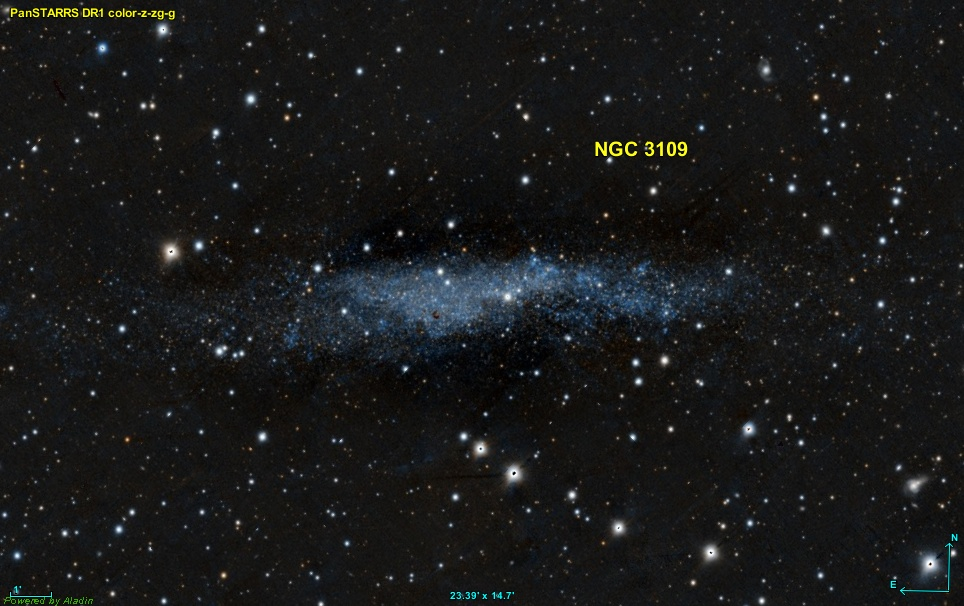
NGC 3109, el miembro más grande y dominante, imagen óptica de Pan-STARRS Optical Galaxy Survey

El grupo Antlia-Sextans es una pequeña agrupación de galaxias en las constelaciones de Hidra, Sextans, Antlia y Leo. Generalmente se considera que está en el borde mismo del Grupo Local y, por tanto, forma parte de él; sin embargo, otros investigadores indican que es un grupo independiente y, por tanto, el más cercano al Grupo Local. Se encuentra, de promedio, a aproximadamente 4,3 millones de años luz de distancia de la Vía Láctea.

## Miembros
Está formado por las galaxias NGC 3109, Sextans A, Sextans B, Enana de Antlia, Leo P y Antlia B. También podría pertenecer al grupo Leo A, pero se considera poco probable.

### NGC 3109
NGC 3109 es el miembro más grande y dominante de este grupo, con un diámetro de 41.700 años luz, casi la mitad del diámetro de la Vía Láctea. Fue el primer miembro del grupo descubierto en 1835, y también es el segundo más cercano a la Tierra, a una distancia de 4.348 millones de años luz. Se pensaba que era una galaxia irregular, pero ahora se teoriza que posiblemente sea una espiral barrada y al parecer sin núcleo central. Basándose en la espectroscopía de las estrellas supergigantes azules presentes en ella, se sabe que la galaxia tiene una metalicidad baja, similar a la de la Pequeña Nube de Magallanes, lo que la convierte en una de las galaxias más pobres en metales del grupo Local, en el caso de considerala parte de este. Parece contener una cantidad inusualmente grande de nebulosas planetarias para su luminosidad, y también contiene una cantidad sustancial de materia oscura.
A partir de mediciones del hidrógeno atómico neutro, se ha descubierto que el disco de la galaxia está deformado.

### Enana de Antlia

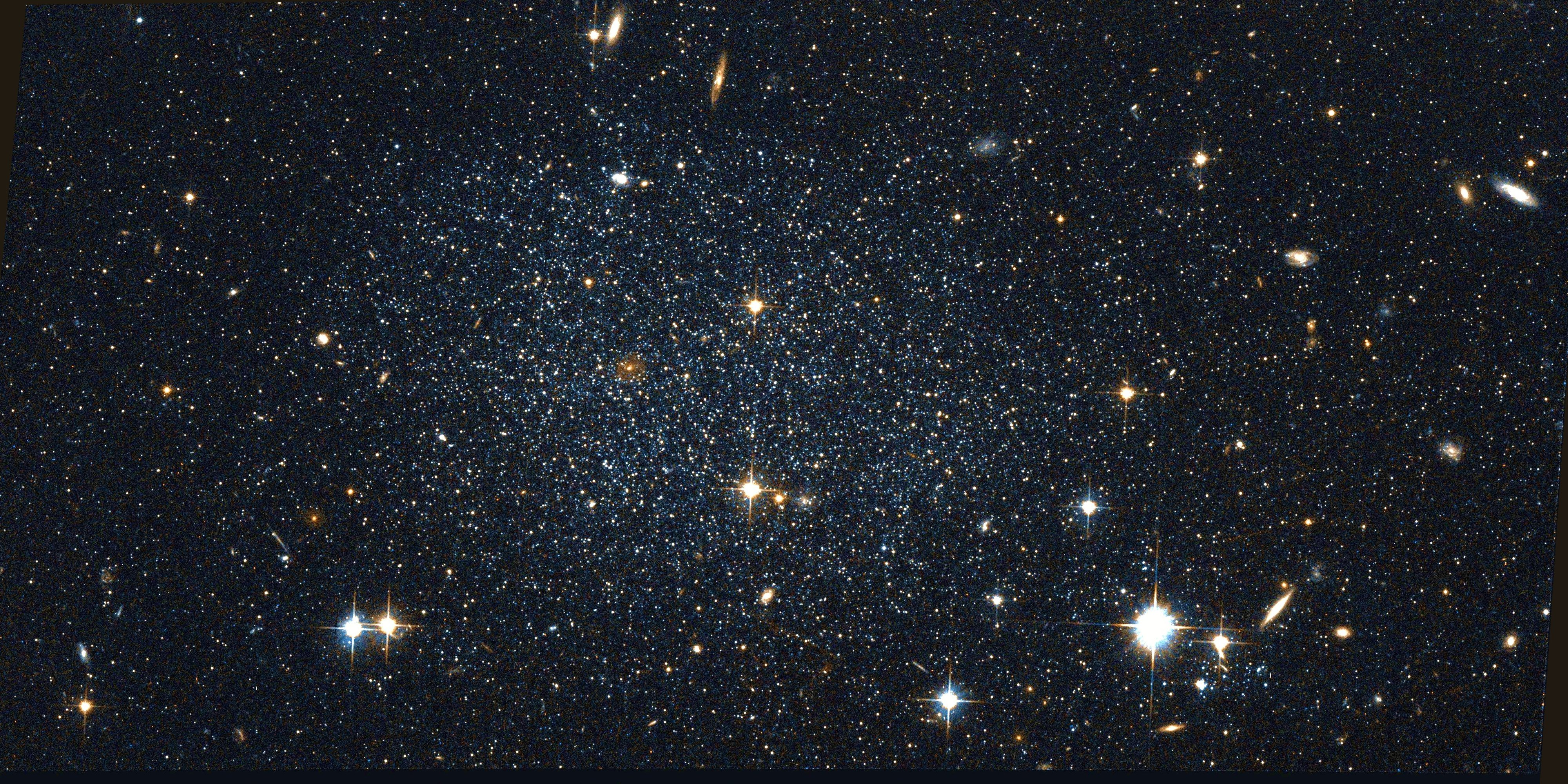
Galaxia enana de Antlia, en una imagen captada por el telescopio espacial Hubble.

La galaxia enana de Antlia es la más pequeña y cercana del grupo, con sólo 2.610 años luz de diámetro y una distancia de 4.305 millones de años luz. El gas en la galaxia tiene la misma velocidad radial que una deformación en el disco de NGC 3109, lo que indica que las dos galaxias tuvieron un encuentro cercano hace aproximadamente mil millones de años.

### Sextans A

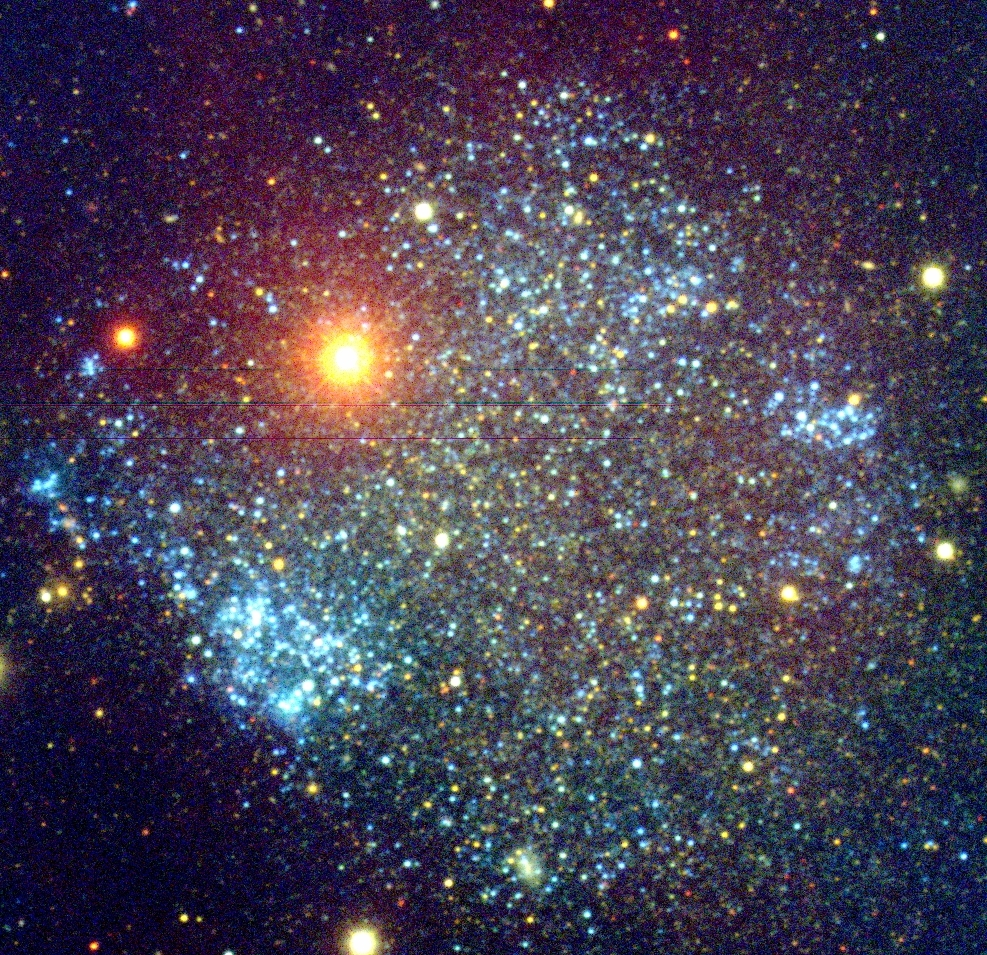
Sextans A de forma cuadrangular, con cúmulos de estrellas brillantes y la estrella brillante en primer plano de la Vía Láctea

Sextans A tiene 7.990 años luz de diámetro, forma cuadrangular y contiene numerosos cúmulos estelares, situados a una distancia de unos 4.658 millones de años luz. Estrellas masivas de vida corta explotaron en supernovas que provocaron una mayor formación de estrellas, desencadenando aún más supernovas y, en última instancia, dando como resultado una capa en expansión. Las estrellas azules jóvenes resaltan áreas y bordes en la formación estelar actual, que desde la perspectiva de los observadores terrestres parecen aproximadamente cuadradas. El Gran Telescopio Canarias observó recientemente las estrellas de tipo OB que alimentan las regiones gigantes HII. Ha formado pareja con la galaxia más remota del grupo, Sextans B.

### Sextans B

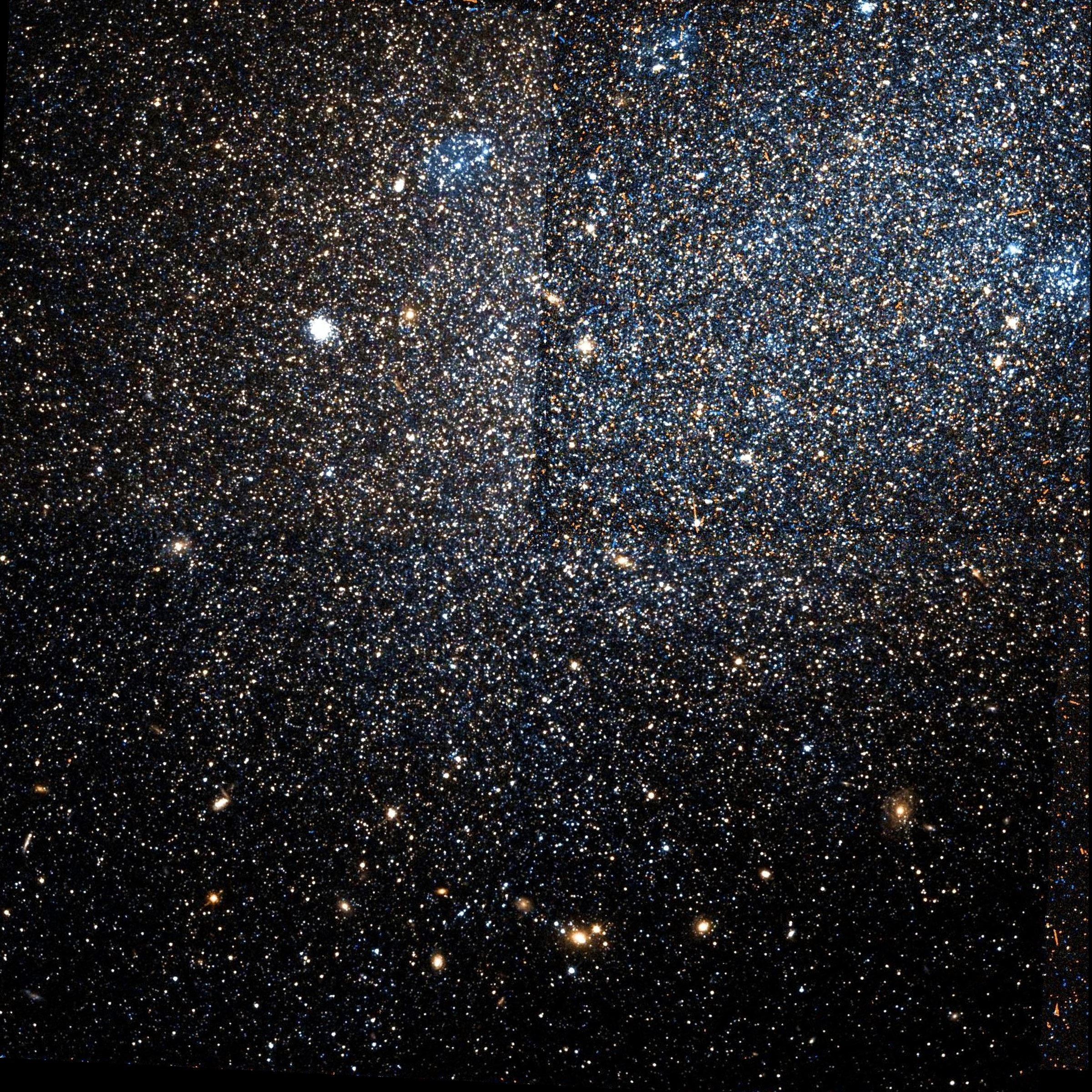
Sextans B, en una imagen del Hubble

Sextans B es la segunda galaxia más grande del grupo, con un diámetro de 8.900 años luz, y la más distante de la Tierra, a 5.101 millones de años luz. Tiene una población estelar uniforme, pero el medio interestelar que contiene puede ser no homogéneo. Se estima que su masa es aproximadamente 2 × 10 8 veces la masa del Sol, de las cuales 5,5 × 10 7 está en forma de hidrógeno atómico. La formación de estrellas en la galaxia parece haber ocurrido en distintos períodos de baja intensidad, separados por períodos más cortos de inactividad. La existencia de variables Cefeidas en la galaxia implica que al menos contiene algunas estrellas jóvenes. Su metalicidad es bastante baja, con un valor de aproximadamente 0,001. Se aleja de la Vía Láctea a una velocidad de aproximadamente 300 kilómetros por segundo y probablemente se encuentra justo fuera del borde del Grupo Local, al igual que su vecino Sextans A.
Se han identificado cinco nebulosas planetarias en Sextans B, que es una de las galaxias más pequeñas donde se han observado nebulosas planetarias. Estos tienen forma de puntos y pueden identificarse por sus líneas de emisión espectrales, y también contiene un cúmulo globular masivo.

### Leo P
Leo P (AGC 208583) es una pequeña galaxia irregular descubierta en 2013, que se encuentra a sólo 0,4 megapársecs de Sextans B, por lo que se la considera miembro de este grupo. Es el miembro más distante de todos a 5,3 millones de años luz.

### Antlia B
Antlia B es una pequeña galaxia descubierta recientemente. Se sabe que es un satélite de NGC 3109, y es similar a la Enana de Antlia en muchos aspectos, y está en transición de galaxia irregular a una enana esferoidal.
| Nombre          | Tipo     | AR ( J2000 )     | Dic. ( J2000 ) | Desplazamiento al rojo ( km / s ) | Magnitud aparente |
| --------------- | -------- | ---------------- | -------------- | --------------------------------- | ----------------- |
| NGC 3109        | SB(s)m   | 10 h 03 m 06.9 s | -26°09′34″     | 403 ± 1                           | 10.4              |
| Sextans A       | IBM      | 10 h 11 m 00.8 s | -04°41′34″     | 324 ± 2                           | 11.9              |
| Sextans B       | ImIV-V   | 10 h 00 m 00.1 s | +05°19′56″     | 300 ± 0                           | 11.9              |
| Enana de Antlia | dSph/Irr | 10 h 04 m 03.9 s | -27°19′55″     | 362 ± 0                           | 15,67 ± 0,02      |
| Leo P           | Irr      | 10 h 21 m 45,1 s | +18° 05' 17"   | N / A                             | 16,89             |
| Antlia B        | N / A    | N / A            | N / A          | N / A                             | N / A             |